# Francine Niyomukunzi
Francine Niyomukunzi (1º ottobre 1999) è una mezzofondista e maratoneta burundese, ha vinto il Campaccio nel 2024.

## Record nazionali
- 1500 m piani: 4'19"90 ( Kampala, 25 luglio 2019)
- 5 km su strada: 15'23" ( Riga, 1º ottobre 2023)
- 10 km su strada: 30'42" ( Valencia, 14 gennaio 2024)
- Mezza maratona: 1h08'21" ( Cattaro, 12 dicembre 2021)

## Palmarès
| Anno | Manifestazione             | Sede     | Evento          | Risultato | Prestazione | Note                          |
| ---- | -------------------------- | -------- | --------------- | --------- | ----------- | ----------------------------- |
| 2015 | Africani U18               | Reduit   | 1500 m piani    | 8ª        | 4'31"94     |                               |
| 2017 | Mondiali di cross          | Kampala  | Individuale U20 | 20ª       | 20'44"      |                               |
| 2019 | Mondiali di cross          | Aarhus   | Individuale     | 74ª       | 40'51"      |                               |
| 2020 | Mondiali di mezza maratona | Gdynia   | Mezza maratona  | 46ª       | 1'11"50     | Miglior prestazione personale |
| 2022 | Mondiali                   | Eugene   | 200 m piani     | 6ª        | 22"32       | [ 1 ]                         |
| 2023 | Mondiali                   | Budapest | 5000 m piani    | 15ª       | 15'15"01    | [ 2 ] [ 3 ]                   |
| 2023 | Mondiali corsa su strada   | Riga     | 5 km            | 9ª        | 15'23"      | [ 4 ]                         |
| 2024 | Giochi panafricani         | Accra    | 5000 m piani    | 5ª        | 15'33"17    | [ 5 ]                         |
| 2024 | Giochi panafricani         | Accra    | 10000 m piani   | Finale    | dns         | [ 6 ]                         |
| 2024 | Giochi olimpici            | Parigi   | 5000 m piani    | 16ª       | 15'22"40    |                               |
| 2024 | Giochi olimpici            | Parigi   | 10000 m piani   | 14ª       | 31'17"02    | Miglior prestazione personale |

## Altre competizioni internazionali
2022
- Bronzo al Cross della Vallagarina ( Villa Lagarina) - 18'01"

2023
- 9ª alla Xiamen Diamond League ( Xiamen), 3000 m piani - 8'44"18
- 5ª al Campaccio ( San Giorgio su Legnano) - 19'40"
- 5ª alla Cinque mulini ( San Vittore Olona) - 20'24"
- Oro al Cross della Vallagarina ( Villa Lagarina) - 17'41"

2024
- Oro al Campaccio ( San Giorgio su Legnano) - 19'42"
- Oro al Cross della Vallagarina ( Villa Lagarina) - 17'35"
- Argento al Cross Internacional das Amendoeiras em Flor ( Albufeira) - 31'17"
- Bronzo al Cross de Atapuerca ( Atapuerca) - 26'18"
- 13ª alla 10K Valencia Ibercaja ( Valencia) - 30'42"

2025
- 14ª al Golden Gala ( Roma), 5000 m piani - 14'49"89
- 15ª al Palio Città della Quercia ( Rovereto), 1500 m piani - 4'08"13
- Bronzo al Cross Internacional Juan Muguerza ( Elgoibar) - 26'33"
- Oro al Cross Internacional das Amendoeiras em Flor ( Albufeira) - 31'44"